# Друго златно доба телевизије
У САД, садашње Златно доба телевизије (такође познато као Пик ТВ или Престиж ТВ ) је период за који се сматра да је обележен великим бројем „висококвалитетних“ међународно признатих телевизијских програма.
Назив је креиран у односу на оригинално златно доба телевизије из 1950-их. Тренутни период се такође назива „ново“, „друго“ или „треће златно доба телевизије“. Различити називи одражавају неслагање око тога да ли емисије из 1980-их и раних средина 1990-их припадају златној ери која је од окончана или садашњој. Савремени период се генерално идентификује као отпочео 1999. године са Породицом Сопрано, са извесним спором око тога да ли се ово златно доба доба завршило средином касних 2010-их или почетком 2020-их, или је и даље у току.
Верује се да је резултат напретка у технологији дистрибуције медија, дигиталне ТВ технологије (укључујући телевизију високе резолуције, онлајн видео платформе, ТВ стриминг, видео на захтев и веб ТВ), и велико повећање броја сати доступне телевизије, што је изазвало велики талас креирања садржаја.

## Историја
Француски научник Алексис Пишар тврди да је телевизија уживала у Другом златном добу почевши од 2000-их које је представљало комбинацију три елемента: прво, побољшање визуелне естетике и приповедања; друго, укупна хомогеност између серија ТВ станица и серија мрежа; и треће, огроман популарни успех. Онд тврди да је ово Друго златно доба било резултат револуције коју су покренуле традиционалне мреже 1980-их и спроведене кабловским каналима (посебно ХБО) 1990-их. Филмски редитељ Френсис Форд Копола сматра да друго златно доба телевизије долази од „клинаца” са „татиним каемкодерима”, који су хтели да снимају филмове као он 1970-их, али им није било дозвољено, па су то радили за телевизију.
Ново Златно доба донело је трагичне драме 2000-их и 2010-их које су покретали ствараоци, укључујући Породицу Сопрано из 1999. и Западно крило; 2001. Сик Феет Ундер анд 24; Жица и Прљава значка из 2002., Дедвуд из 2004., Изгубљени и Бетлстар Галактика; Увод у анатомију те Аватар: Последњи владар ветрова из 2005; Friday Night Lights 2006; Људи са Менхетена из 2007.; Чиста хемија из 2008.; Игра престола из 2011; и Кућа од карата из 2013. године. Друге серије се појављују у Америчком савезу писаца који гласају за 101 најбољу написану ТВ емисију. Продукцијске вредности су постале веће него икада раније у серијама као што су Људи са Менхетена, Чиста Хемија и Домовина, до те мере да су биле конкурентне филму, док је за анти-херојске серије попут Породице Сопрано и Жице навођено да побољшавају телевизијски садржај и тако добијају похвале критике.
Стефани Захарек из The Village Voice тврди да је садашње златно доба почело раније са серијама као што су Вавилон 5, Звездане стазе: Дубоки свемир 9 (од којих су оба премијерно приказана 1993.) и Бафи, убица вампира (1997). ТВ критичар Алан Сепинвол наводи емисије као што су Бафи и Оз (које су обе први пут емитоване 1997. године) као увод у златно доба  Вил Гомперц са Би-Би-Сија верује да би Пријатељи, који су дебитовали 1994. године, могли да буду уводно остварење за златни период. Мет Золер Зајц тврди да је почело 1980-их са Hill Street Blues (1981) и St. Elsewhere (1982). Кирк Хамилтон из Котакуа је рекао да Аватар: Последњи ваздушни маг (2005) треба сматрати делом златног доба телевизије и препоручио је другима „софистицирани дечји шоу”. Са порастом тренутног приступа садржају на Нетфлик-у, телевизијске емисије стекле су лојалне пратиоце који су постали широко популарни. Успех тренутног приступа телевизијским емисијама наговештен је популарношћу ДВД-а и наставља да расте са порастом дигиталних платформи и онлајн компанија.
Верује се да је златно доба телевизије резултат напретка у технологији дистрибуције медија, дигиталне ТВ технологије (укључујући ХДТВ, онлајн видео платформе, ТВ стриминг, видео на захтев и веб ТВ), и велики пораст броја сати доступног програма, што је изазвало велики талас креирања садржаја.
Повећање броја емисија се такође наводи као доказ златног доба, или „врхунске телевизије“. У пет година између 2011. и 2016. године, број сценаристичких телевизијских емисија, на емитованим, кабловским и дигиталним платформама порастао је за 71%. У 2002. години емитоване су 182 телевизијске серије, док је 2016. било 455 остварења по оригиналном по сценарију и 495 у 2018. Број емисија у великој мери расте захваљујући компанијама као што су Нетфликс, Амазон Видео и Хулу које улажу велика средства у оригинални садржај. Број емисија које емитује онлајн сервис порастао је са само једне у 2009. на преко 93 у 2016.
Отприлике 2019. године почео је период интензивне конкуренције за тржишни удео међу сервисима за стриминг, период познат као ратови за стриминг. Ово такмичење је појачано током прве две године пандемије ковида 19 јер је све више људи остајало код куће и гледало ТВ. Многе услуге су покушале да се такмиче у квалитету. Ратови стриминга, у комбинацији са падом популарности мејнстрим филмова (заједно са наведеним мејнстрим филмовима који се све више ослањају на франшизе за које је мање вероватно да ће добити награде), и пораст независних филмова који освајају главне филмске награде у последњих шест година, резултирали су у историји први — први филм са сервиса за стриминг који је произвео добитника Оскара за најбољи филм: CODА Аппле ТВ -а (филм који је освојио главну награду на Санденсу о једином чујућем члану породице глувих који се бори за славу) у односу на Нетфликсов кандидат вестерн Моћ пса у режији Џејн Кампион на 94. додели Оскара. Углавном је признато да су ратови за стриминг завршени 2022. године, пошто су главни стримери изгубили претплатнике и преусмерили свој фокус на профит преко тржишног удела подизањем претплате, смањењем буџета за производњу, сузбијањем дељења лозинки и увођењем нивоа подржаних огласима.
Ова ера није без критика: поред ограничене привлачности за гледаоце емисија у којима се појављују неприкладни ликови и превише шоурунера који прихватају структуру прича „12-сатног филма“, број оригиналних емисија које се продуцирају има неке, попут Извршни директор ФКС-а Џон Ландграф и Тајмова ТВ критичарка Џуди Берман забринути су да ће преплавити публику до тачке коју је овај други назвао „врхунском вишком“. Аутор Данијел Кели тврди да је ово било и златно доба лоше телевизије. Дерек Томпсон из Атлантика изјавио је да је ТВ заменила филмове као „елитну забаву“.

## Одабране серије
У наставку су приказане одабрене серије и мини-серије из златног периода, приказане са оригиналним насловом:
- 13 Reasons Why[56][57]
- 1923[58]
- 24[59][60]
- 30 for 30[61][62]
- 30 Rock[59][63]
- Abbott Elementary[64][65][66]
- Action[14]
- Adventure Time[67][68][69]
- Agent Carter[70]
- Agents of S.H.I.E.L.D.[70]
- Altered Carbon[65][71]
- American Crime Story[59][60]
- American Gods[72]
- American Horror Story[59][60]
- American Idol[14]
- Amphibia[73][74]
- Angel[14]
- Arrested Development'[75][76]
- Atlanta[13][63][77][78]
- Avatar: The Last Airbender[67][69]
- Barry[66][77]
- Battlestar Galactica[75]
- Better Call Saul[57][79]
- Better Things[13]
- Big City Greens[74]
- Big Little Lies[79][80][81][82]
- Billions[57]
- Black-ish[13]
- Black Mirror[71]
- Boardwalk Empire[60][75]
- Bob's Burgers[74][83]
- BoJack Horseman[83][84][85]
- Bosch[86]
- Breaking Bad[60][87]
- Broadchurch[88]
- Brooklyn Nine-Nine[89]
- Burn Notice[90]
- Call the Midwife[88]
- Channel Zero[71]
- Chappelle's Show[91]
- Chernobyl[92]
- Cobra Kai[93]
- Comedians in Cars Getting Coffee[94]
- Community[84]
- Counterpart[71]
- Crazy Ex-Girlfriend[13]
- Craig of the Creek[74]
- Criminal Minds[58]
- Curb Your Enthusiasm[59]
- Damages[95]
- Damnation[96]
- Dancing with the Stars[97]
- Daredevil[90][98]
- Dark[71]
- Deadwood[88][90]
- Derry Girls[65][99]
- Desperate Housewives[90]
- Dexter[87]
- Documentary Now![100][101][102]
- Dopesick[103]
- Downton Abbey[59]
- Electric Dreams[71]
- Emily in Paris[65]
- Empire[57][58]
- Entourage[104]
- Episodes[66]
- Euphoria[103]
- Extras[90]
- Family Guy[105]
- Seth Meyers[100]
- Fargo[79]
- Firefly[106]
- Fleabag[63][92]
- Flight of the Conchords[13]
- Freaks and Geeks[59][107]
- Fresh Off the Boat[13]
- Friday Night Lights[59]
- Futurama[74][105]
- Game of Thrones[66][89][108]
- Gilmore Girls[90]
- Girls[59][109]
- Glee[63][90]
- Glow[90]
- Gotham[70]
- Gravity Falls[67][69][74]
- Grey's Anatomy[110]
- Halt and Catch Fire[111]
- Hannibal[71][112]
- Happy Endings[84][112][113]
- Heroes[70][84]
- Homeland[87]
- Home Movies[14]
- House[114]
- House of Cards[65][87][115][116]
- House of the Dragon[65][108][115]
- How I Met Your Mother[113]
- It's Always Sunny in Philadelphia[84][112]
- Jane the Virgin[117]
- Jimmy Kimmel Live![118]
- Justified[119]
- Killing Eve[61][80][115]
- La Casa de Papel[120]
- Last Tango in Halifax[88]
- Longmire[121]
- Lost[75][76]
- Louie[59][63]
- Luther[88]
- Mad Men[60][87]
- Master of None[82]
- Mindhunter[93]
- Merlin[88]
- Modern Family[13][63]
- Mozart in the Jungle[82][122]
- Mr. Robot[111][123]
- Mr Selfridge[88]
- My Little Pony: Friendship is Magic[68]
- Narcos[124]
- Nathan for You[125]
- NCIS[57][126]
- New Girl[63][113]
- Nip/Tuck[90]
- Now and Again[14]
- Nurse Jackie[63][90]
- Orange Is the New Black[57][116][122]
- Once Upon a Time[59]
- Only Murders in the Building[80][108]
- Outlander[71]
- Over the Garden Wall[69][74]
- Ozark[59][82]
- Parks and Recreation[90][126]
- Paw Patrol[58]
- Peaky Blinders[127]
- Pen15[77]
- Penny Dreadful[90][112]
- Phineas and Ferb[69]
- Popular[14]
- Pose[77]
- Primal[74]
- Prison Break[128]
- Pushing Daisies[71][107]
- Queer as Folk (US)[129]
- Rake[130][131][132]
- Regular Show[74][133]
- Reservation Dogs[134]
- Rick and Morty[135]
- Rings of Power[108][116][136]
- Ripper Street[137]
- Rita[120]
- Riverdale[115]
- Rome[138]
- Schitt's Creek[112][139]
- Scrubs[126]
- Sense8[71]
- Severance[80]
- Sex and the City[59]
- Shameless (UK)[66] &
- Shameless (US)[66]
- Shark Tank[97]
- Sharp Objects[120]
- Sherlock[88]
- Six Feet Under[75]
- Small Axe[65]
- Smallville[70]
- Sons of Anarchy[140]
- SpongeBob SquarePants[67]
- Squid Game[65][103][141][142]
- Star vs. The Forces of Evil[69]
- Steven Universe[67][68][69]
- Stranger Things[60][65][82][103][120]
- Studio 60 on the Sunset Strip[84]
- Succession[58][66][103][108][120]
- Supernatural[59]
- Survivor[97]
- Ted Lasso[65][103][108][143]
- The Amazing Race[97]
- The Amazing World of Gumball[74]
- The Americans[140]
- The Apprentice[144]
- The Bachelor[97]
- The Bear[145][146]
- The Big Bang Theory[63][79]
- The Carmichael Show[13]
- The Closer[90]
- The Colbert Report[59]
- The Crown[60][65][116][120]
- The Daily Show with Jon Stewart[59]
- The Expanse[71]
- The Fall[147]
- The Good Place[148]
- The Good Wife[149]
- The Handmaid's Tale[115][150]
- The Killing (US)[151]
- The Knick[13]
- The L Word[152]
- The Last of Us[153]
- The Late Late Show with James Corden[118]
- The Late Show with Stephen Colbert[118]
- The Leftovers[112][154]
- The Legend of Korra[67][69]
- The Magicians[71]
- The Man in the High Castle[57][82]
- The Mandalorian[155]
- The Marvelous Mrs. Maisel[160]
- The Mindy Project[113]
- The Morning Show[65]
- The Musketeers[88]
- The Office (UK)[59][63][126] &
- The Office (US)[59][63][126]
- The Owl House[74][161]
- The Paradise[88]
- The Romanoffs[71]
- The Shield[90]
- The Sopranos[87][162][163]
- The Thick of It[164][165]
- The Tonight Show Starring Jimmy Fallon[118]
- The Tudors[166]
- The Underground Railroad[134][167]
- The Venture Bros[105]
- The Voice[144]
- The Walking Dead[140]
- The West Wing[59]
- The White Lotus[80][103][168]
- The Wire[87][169]
- Tiger King[126]
- Transparent[59]
- True Blood[170]
- True Detective[120]
- Tuca & Bertie[77][83][171]
- Ugly Betty[122]
- Unbreakable Kimmy Schmidt[84]
- Veep[59][63]
- Veronica Mars[90]
- Vikings[93]
- Vinyl[172]
- WandaVision[173]
- Wander Over Yonder[68][69]
- Watchmen[80][174]
- We Are Lady Parts[65][134]
- We Bare Bears[74]
- Weeds[175]
- Westworld[89][115][116][176]
- Who Wants to Be a Millionaire?[14]
- Yellowjackets[58][65][80][103]
- Yellowstone[58][66][116][176][177]
- You're the Worst[13][112]

### Остварења пре 1999. г. повезане са савременим златним добом
- Ally McBeal[14]
- Babylon 5[15]
- Bakersfield P.D.[14]
- Becker[14]
- Buffy the Vampire Slayer[30][90]
- Chicago Hope[14]
- Doctor Who[88]
- Everybody Loves Raymond[178]
- Exit 57[14]
- Frasier[179]
- Frank's Place[13]
- Friends[126]
- Homicide: Life on the Street[14][180]
- Jeopardy![116]
- Murder One[14]
- Mystery Science Theater 3000[181]
- Nothing Sacred[14]
- Oz[30]
- The Practice[14]
- Prime Suspect[14]
- Relativity[14]
- Roc[14]
- Roseanne[14]
- Saturday Night Live[103]
- Seinfeld[182]
- South Park[59]
- Star Trek: The Next Generation[15]
- Star Trek: Deep Space Nine[15]
- The Days and Nights of Molly Dodd[13]
- The Powerpuff Girls[68]
- The Simpsons[14]
- The X-Files[183]
- Twin Peaks[14]
- Wheel of Fortune[116]
- Will & Grace[14]